# 迪特尔·施奈德
迪特尔·施奈德（德語：Dieter Schneider，1949年10月20日—），德国男子足球运动员，司职守门员。他曾代表东德国奥队参加1972年夏季奥林匹克运动会足球比赛，获得一枚铜牌。